# 鹽焗雞
盐焗鸡是一道客家菜，起源於清朝惠州鹽商收入豐厚，廚師將剩餘的熟雞插入鹽堆中密封保存，粵語稱為「焗」，吃時才洗去表面鹽分。轉至民間，則以適量鹽醃，為客家鹹雞，轉至廣州，廚師用玉扣紙或草紙包住醃過的雞再以鹽密封焗熟，今人稱此為古法鹽焗雞。

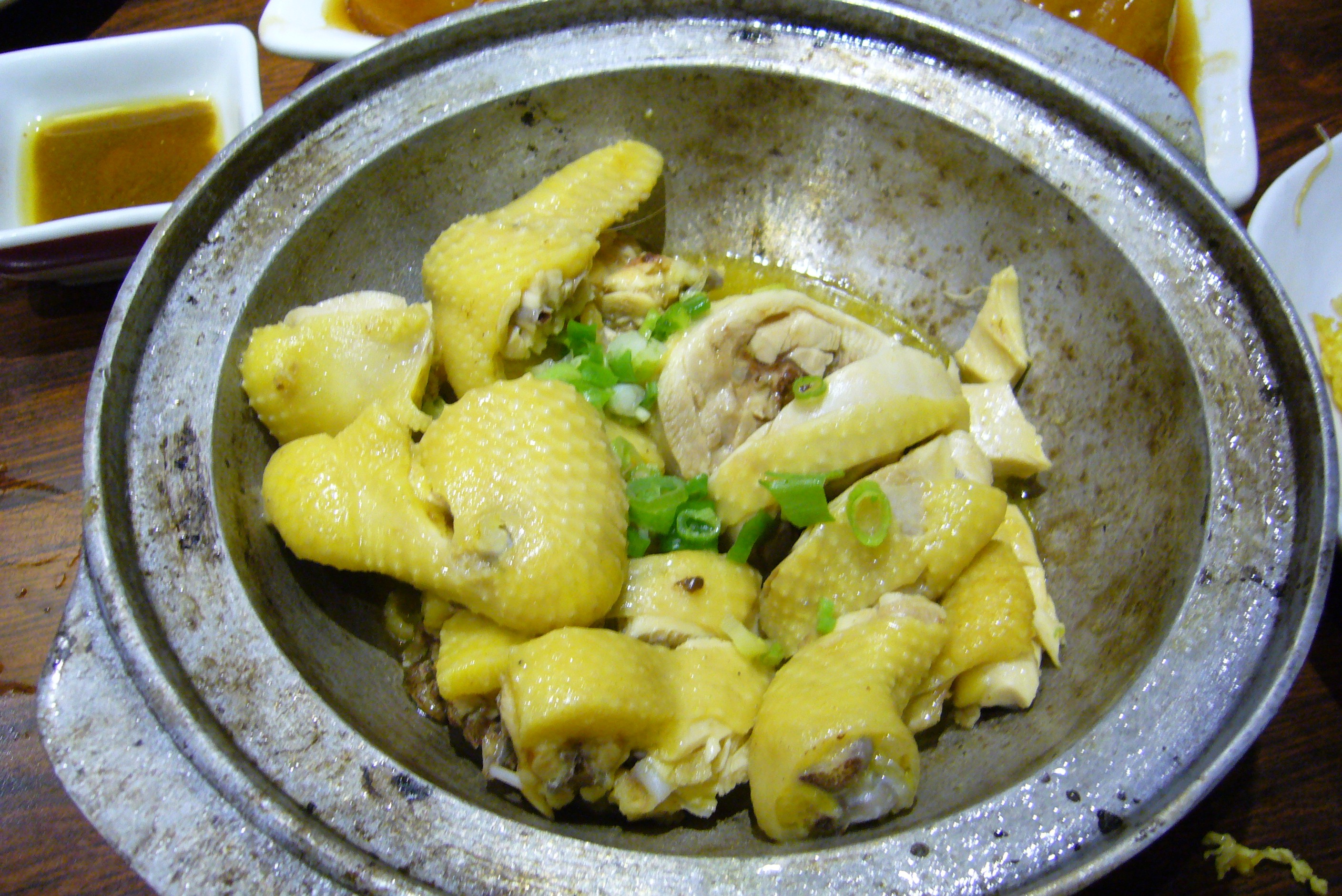
鹽焗雞

1940年代，一位鹽商在廣州城隍附近開了一家寧昌飯店，因为鹽焗雞耗时较长，为应付客人，首创将雞浸熟撕碎的東江鹽焗雞。
宰鸡后除去内脏后凉干，在雞腔內抹涂鹽和沙薑，用草纸将整只鸡严实包好，埋进炒过的热盐堆中，用文火闷焗着半小时左右至熟，取出后将其拆撕成丝肉片，因有沙薑風味，故有沙薑鹽焗雞之名。
在1980年，臺灣廚師黃淑惠介紹了一種簡化式：首先準備好雞的餡料，不過用米飯紙或羊皮紙把雞包起來，然後再烘烤；她建議用煮沸的或蒸的方式準備雞，然後把熟雞燒在鍋裡直到它的皮焦，然後完成。